# Hovsångare

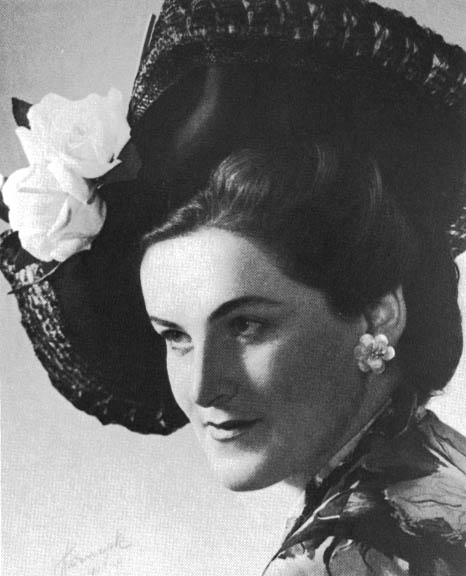
Birgit Nilsson, hovsångare 1954.

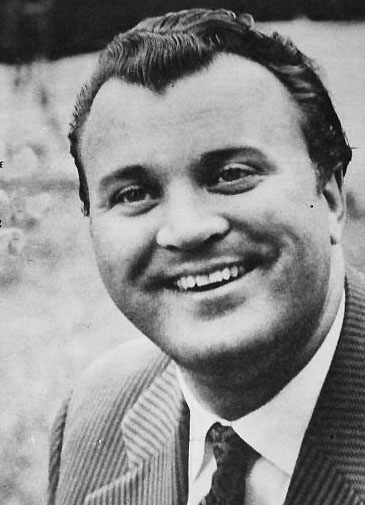
Nicolai Gedda, hovsångare 1965.

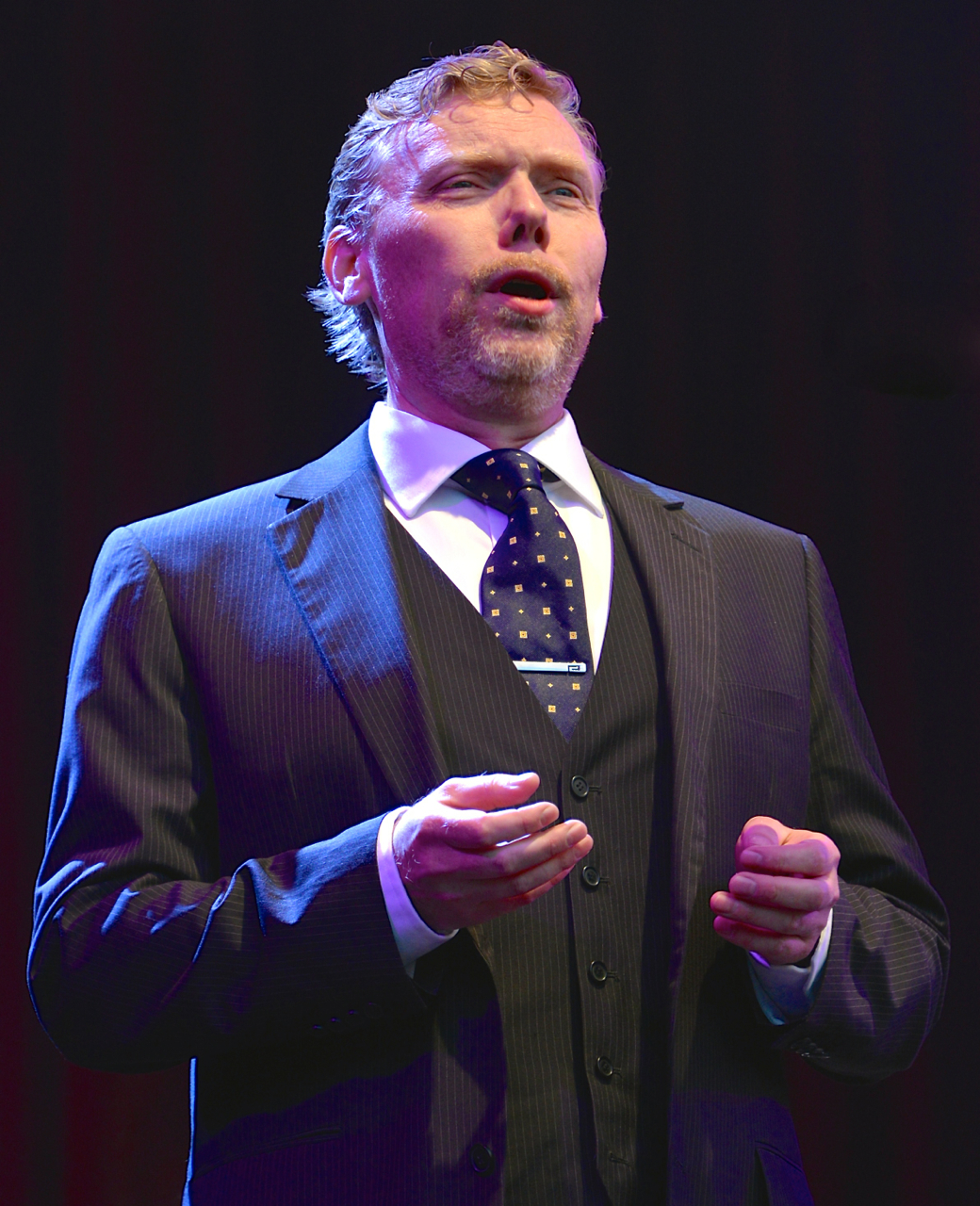
, hovsångare 2004.

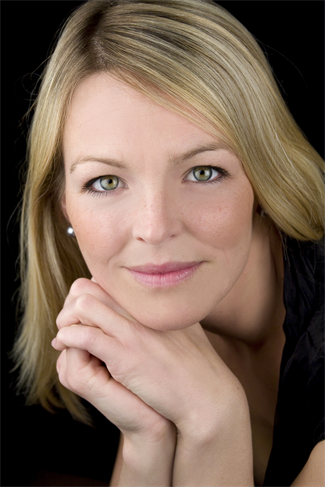
, hovsångare 2013.

Hovsångare [ˈhoːvˌsɔŋːarɛ], littéralement « chanteur/se à la cour du roi », ou hovsångerska [ˈhoːvˌsɔŋːɛʂka] au féminin, est un titre honorifique en Suède dont l'attribution récompense un chanteur, généralement classique, considéré comme particulièrement méritant par sa contribution au prestige et au rayonnement international de l'art lyrique suédois. Il s'apparente au titre de Kammersänger qui prévaut en Allemagne et en Autriche.
Ce titre, qui a longtemps été décerné de préférence aux pensionnaires de l'opéra royal de Stockholm, est créé à la fin du XVIIIe siècle par le roi Gustave III. Ses premiers détenteurs connus sont Elisabeth Olin et Carl Stenborg (sv), bien que l'on puisse trouver des traces d'une récompense similaire dès le XVIIe siècle, à une époque où Anne et Joseph Chabanceau de La Barre officiaient tous deux en qualité de solistes à la cour de la reine Christine de Suède.

## Élections

### Années 2000
- 2013 : Elin Rombo (sv), Michael Weinius (sv)[1]
- 2011 : Anna Larsson (operasångare) (sv), Malena Ernman, Miah Persson[a]
- 2006 : Nina Stemme, Hillevi Martinpelto (sv)[3]
- 2004 : Karl-Magnus Fredriksson (sv), Peter Mattei
- 2003 : Loa Falkman
- 2002 : Helena Döse (sv)
- 2000 : Katarina Dalayman (sv), Ingrid Tobiasson (sv)

### Années 1900
- 1999 : Lena Nordin (sv)
- 1995 : Anne Sofie von Otter, Birgitta Svendén
- 1994 : Siv Wennberg (sv)
- 1992 : Jerker Arvidson (sv), Anita Soldh (sv)
- 1990 : MariAnne Häggander (sv), Björn Asker (sv)
- 1988 : Britt Marie Aruhn (sv), Elisabeth Erikson (sv), Gösta Winbergh
- 1985 : Håkan Hagegård (sv), Laila Andersson-Palme (sv)
- 1983 : Sylvia Lindenstrand, Bengt Rundgren (sv)
- 1978 : Arne Tyrén (sv)
- 1976 : Ragnar Ulfung (sv), Edith Thallaug (sv), Berit Lindholm
- 1973 : Ingvar Wixell, Birgit Nordin (sv)-Arvidson, Carl-Axel Hallgren (sv)
- 1972 : Alice Babs Sjöblom
- 1968 : Barbro Ericson (sv)-Hederén
- 1966 : Margareta Hallin (sv), Erik Saedén (sv)
- 1965 : Nicolai Gedda[4]
- 1963 : Kerstin Meyer-Bexelius
- 1959 : Elisabeth Söderström-Olow
- 1954 : Birgit Nilsson
- 1952 : Leon Björker (sv)
- 1946 : Set Svanholm, Sigurd Björling (sv)
- 1944 : Jussi Björling, Kerstin Thorborg
- 1943 : Hjördis Schymberg (sv), Joel Berglund (sv)
- 1942 : Irma Björck (sv), Einar Beyron (sv)
- 1941 : Helga Görlin (sv)
- 1940 : Brita Hertzberg (sv)-Beyron
- 1936 : Karin Branzell (sv), Gertrud Pålson-Wettergren (sv)
- 1933 : Martin Öhman
- 1929 : Åke Wallgren (sv), David Stockman (sv)
- 1928 : Marianne Mörner (sv)
- 1925 : Nanny Larsén-Todsen
- 1923 : Julia Claussen (sv)

- 1911 : Sigrid Arnoldson
- 1909 : Signe Rappe-Welden (sv), John Forsell (sv)
- 1906 : Arvid Ödmann (sv)

### Années 1800
- 1886 : Mathilda Grabow (sv)
- 1854 : Louise Michaëli (sv)
- 1847 : Jenny Lind
- 1837 : Mathilda Gelhaar (sv), Anna Sofia Sevelin (sv), Henriette Widerberg (sv)
- 1834 : Mathilda Berwald (sv)
- 1831 : Isak Albert Berg (sv)
- 1815 : Jeanette Wässelius (sv)

### Années 1700
- 1788 : Franziska Stading (sv)
- 1787 : Kristofer Kristian Karsten (sv)
- 1781 : Caroline Müller (sv)
- 1773 : Lovisa Augusti, Elisabeth Olin, Carl Stenborg (sv)
- 1764 : Lars Lalin (sv)
- 1751 : Eleonora Witte (sv)
- 1750 : Hedvig Witte (sv)
- 1743 : Cecilia Elisabeth Würzer (sv)
- 1740 : Gustaviana Schröder (sv)
- 1726 : Judith Fischer (sv), Sophia Schröder (sv)
- 1714 : Anna Maria Ristell (sv)
- 1702 : Maria de Croll (sv)

### Sources
- (sv)/(en) Cet article est partiellement ou en totalité issu des articles intitulés en suédois « Hovsångare » (voir la liste des auteurs) et en anglais « Hovsångare » (voir la liste des auteurs).